# Vale winterkoning
De vale winterkoning (Cantorchilus modestus; synoniem: Thryothorus modestus) is een zangvogel uit de familie Troglodytidae (winterkoningen).

## Verspreiding en leefgebied
Deze soort telt 3 ondersoorten:
- C. m. modestus: van zuidelijk Mexico tot Costa Rica.
- C. m. zeledoni: oostelijk Nicaragua, oostelijk Costa Rica en noordwestelijk Panama.
- C. m. elutus: zuidwestelijk Costa Rica en westelijk Panama.